# Gustav Flügel (Ingenieur)

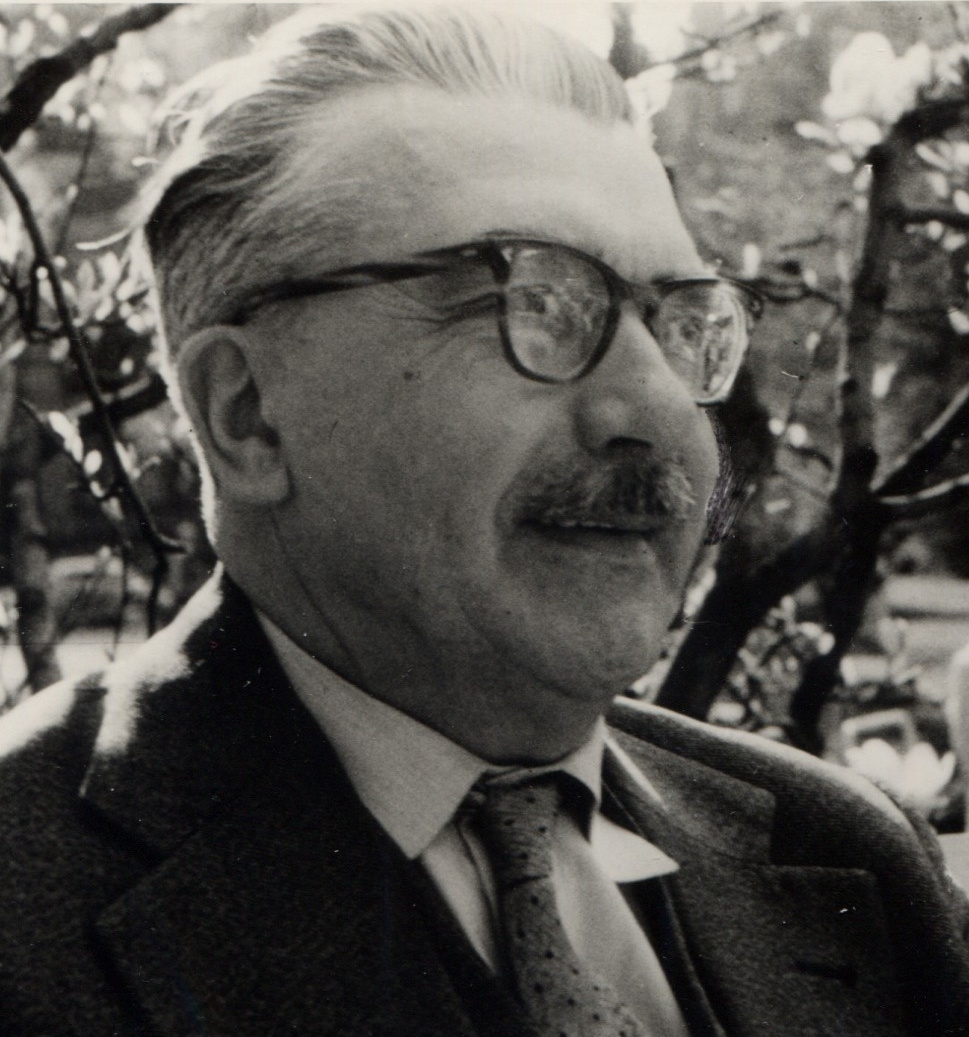
Gustav Flügel (um 1960)

Gustav Flügel (* 4. September 1885 in Heinersreuth; † 3. August 1967 in Hannover) war ein deutscher Maschinenbauingenieur und Hochschullehrer.

## Leben
Flügel studierte von 1905 bis 1909 Maschinenbau an der TH München. Seit 1905 gehörte er der schwarzen Studentenverbindung Polytechnischer Club München (seit 1931 Münchener Burschenschaft Franco-Bavaria in der DB) an. Er arbeitete nach dem Studium als Konstruktionsingenieur für Schiffsturbinen an der Vulcanwerft in Stettin und wurde 1910 bis 1912 Assistent am Lehrstuhl für Maschinenbau der TH Danzig. 1914 promovierte er in Danzig zum Dr.-Ing. mit einer Arbeit über Ein neues Verfahren der graphischen Integration, angewandt auf Strömungen idealer Flüssigkeiten in Kreiselrädern. Ab 1912 arbeitete er als Konstruktions- und Berechnungsingenieur, dann als Abteilungsleiter und Oberingenieur für Turbomaschinen bei der AEG-Turbinenfabrik in Berlin. Von 1924 bis 1945 war er ordentlicher Professor an der TH Danzig für das Fach Dampfturbinen, Strömungsphysik und Propeller und zugleich als Leiter des Institutes für Hydro- und Aerodynamik tätig.
Im November 1933 hatte er das Bekenntnis der deutschen Professoren zu Adolf Hitler unterzeichnet. Zum 1. Mai 1936 trat er der NSDAP bei (Mitgliedsnummer 3.714.426). Anfang 1945 flüchtete er aus Danzig in seine Heimat nach Oberfranken und wurde von 1948 bis 1955 vertretungsweise Nachfolger von Karl Röder am damaligen Lehrstuhl für Dampfkraftmaschinen der TH Hannover.
Im August 1917 hatte er Berta Schleenbäcker in Berlin geheiratet. Er hatte eine Tochter sowie einen Stiefsohn aus der ersten Ehe seiner Frau.
Gustav Flügel war Mitglied des Vereins Deutscher Ingenieure (VDI).

## Ehrungen und Auszeichnungen
Gustav Flügel wurde 1956 auf Vorschlag der Fakultät für Maschinenwesen der TH Braunschweig zum Ehrendoktor ernannt.
1963 wurde er zum korrespondierenden Mitglied der Braunschweigischen Wissenschaftlichen Gesellschaft gewählt. Im gleichen Jahr wurde er mit dem Großen Verdienstkreuz des Verdienstordens der Bundesrepublik Deutschland ausgezeichnet.

## Schriften
- Die Düsencharakteristik, Berlin: Verl. Dt. Ingenieure, Springer 1919[10]
- Die Dampfturbinen, ihre Berechnung und Konstruktion, Leipzig: J. A. Barth, 1931[11]

## Belege
1. ↑  Willy Nolte (Hrsg.): Burschenschafter-Stammrolle. Verzeichnis der Mitglieder der Deutschen Burschenschaft nach dem Stande vom Sommer-Semester 1934. Berlin 1934, S. 122.
2. ↑  Bundesarchiv R 9361-IX KARTEI/9160229
3. ↑  https://www.tfd.uni-hannover.de/de/institut/geschichte/wegbereiter/
4. ↑  August Ludwig Degener: Degeners Wer ist's? Band 10. Herrmann Degener, 1935, Eintrag Flügel, Gustav S. 421 (eingeschränkte Vorschau in der Google-Buchsuche).
5. ↑  FLÜGEL GUSTAV, profesor Technische Hochschule Danzig. In: gedanopedia.pl. Abgerufen am 12. Dezember 2022 (polnisch).
6. ↑  Verein Deutscher Ingenieure (Hrsg.): Mitglieder-Verzeichnis 1954. Hoppenstedts Wirtschaftsverlag GmbH, Essen 1954, S. 181.
7. ↑  https://publikationsserver.tu-braunschweig.de/servlets/MCRFileNodeServlet/dbbs_derivate_00005185/UniA_BS_B2_B3.pdf
8. ↑  https://publikationsserver.tu-braunschweig.de/receive/dbbs_mods_00045828
9. ↑  Bundesanzeiger April 1964
10. ↑  https://www.worldcat.org/title/dusencharakteristik/oclc/72511806
11. ↑  Belegexemplar DNB 579392368 bei der Deutschen Nationalbibliothek.

| Personendaten    | Personendaten                    |
| ---------------- | -------------------------------- |
| NAME             | Flügel, Gustav                   |
| KURZBESCHREIBUNG | deutscher Maschinenbau-Ingenieur |
| GEBURTSDATUM     | 4. September 1885                |
| GEBURTSORT       | Heinersreuth                     |
| STERBEDATUM      | 3. August 1967                   |
| STERBEORT        | Hannover                         |